# Індіанська резервація Солт-Рівер-Піма-Марікопа
Солт-Рівер-Піма-Марікопа (англ. Salt River Pima-Maricopa Indian Community) — індіанська резервація в округзі Марікопа, штат Аризона, США.

## Історія
Індіанська резервація Солт-Рівер-Піма-Марікопа складається з двох індіанських племен: Піма, або «Akimel Au-Authm» («Річні люди»), і Марікопа, або «Xalychidom Piipaash» («Люди, які живуть на воді»).
Марікопа було невеликою групою племен, які жили вздовж нижньої течії річок Гіла і Колорадо. На початку 1800-х років вони мігрували в бік поселення Піма. Піма, відоме як дружнє плем'я, встановило відносини з Марікопа. Обидва племені об'єдналися для захисту від племен Юман і Апачі.
Піма вважають, що вони є нащадками хохокамів («Тих, хто пішов»), стародавньої цивілізації, яка жила в Аризоні близько двох тисяч років тому. Хохоками займалися землеробством в долині річки Солт і створили складні системи зрошувальних каналів по всій площі долини. Ця система, у даний час модернізована, все ще використовується сьогодні.
Піма були хорошими бігунами. Вони служили як довірені розвідники для кавалерії США і продовжують служити своїй країні на сьогодні в різних видах збройних сил.
Піма добре відомі за їх вміння плести оригінальні кошики з химерних тканин, які вони робили водонепроникними.
Марікопа, відомі своїми роботами з червоної гончарної глини, з якої вони створюють банки і миски різних форм. 

## Демографія
Станом на липень 2007 в резервації мешкало 9036 осіб. 
Чоловіків — 4277 (47.3 %);

Жінок — 4759 (52.7 %).
Медіанний вік жителів: 27.6 років;
по Аризоні: 34.2 років.

### Доходи
Розрахунковий медіанний дохід домогосподарства в 2009 році: $31,347 (у 2000: $26,684);
по Аризоні: $48,745.
Розрахунковий дохід на душу населення в 2009 році: $12,260.
Безробітні: 11.1 %.

### Освіта
Серед населення 25 років і старше: 
Середня освіта або вище: 64.7 %;

Ступінь бакалавра або вище: 4.9 %;

Вища або спеціальна освіта: 1.6 %.

### Расова / етнічна приналежність
Індіанців — 3,613 (50.0 %);

 Латиноамериканців — 1,170 (16.2 %);

 Білих — 1,146 (15.9 %);

 Інші — 684 (9.5 %);

 Відносять себе до 2-х або більше рас — 577 (8.0 %);

 Афроамериканців — 27 (0.4 %);

 Азіатів — 7 (0.10 %);

 Корінних жителів Гавайських островів та інших островів Тихого океану — 3 (0.04 %);

## Нерухомість
Розрахункова медіанна вартість будинку або квартири в 2009 році: $77,010 (у 2000: $46,100);
по Аризоні: $187,700.